# Danielle Floor
Danielle Patricia Floor (* 9. Februar 2000 in Westbrookville) ist eine amerikanisch-samoanische Handball- und Beachhandballspielerin sowie Ringerin.

## Leben
Danielle Floor ist Tochter einer amerikanisch-samoanischen Mutter und eines US-amerikanischen Vaters. Sie hat zwei Schwestern und zwei Brüder. Die Mutter ist schon früh verstorben. Zeitweise wuchs sie in New York State auf. Sie stammt aus einer sehr sportlichen Familie, die schon eine Vielzahl erfolgreicher und professioneller Sportler hervorgebracht hat. 2005 begann sie mit dem Ringen bei Tri-State Wrestling in Port Jervis, wo auch der Olympiasieger von 1984, Ed und Lou Banach, aktiv waren. 2011 siedelte die Familie zurück nach Amerikanisch-Samoa. Sie startet für den CaBoom Athletic Club of Ili'ili. Die defensive Flügelspielerin gehört wie auch ihre Zwillingsschwester Stephanie zur Gründergeneration des Handballs, insbesondere des Beachhandballs, in Amerikanisch-Samoa, dessen treibende Kraft ihr Vater Carl Sagapolutele Floor ist. Neben Handball in der Halle und in der Strandvariante spielt Floor Fußball und ringt für die Gannon University in Erie, Pennsylvania im Gannon University Athleticsteam. Schon der Bruder C.J. Floor war ein erfolgreicher Ringer und hatte sich für die Olympischen Sommerspiele 2012 in London qualifiziert, wurde dann aber wegen Streitigkeiten mit dem amerikanisch-samoanischen Verband nicht nominiert. Auch er wurde vom Vater trainiert. Nach dem Schulabschluss 2018 in Lupelele erhielten die Schwestern Sportstipendien als Ringerinnen für die Gannon University, die traditionell über ein sehr starkes Ringerteam verfügt. Floor belegt als Hauptfach Wirtschaft.

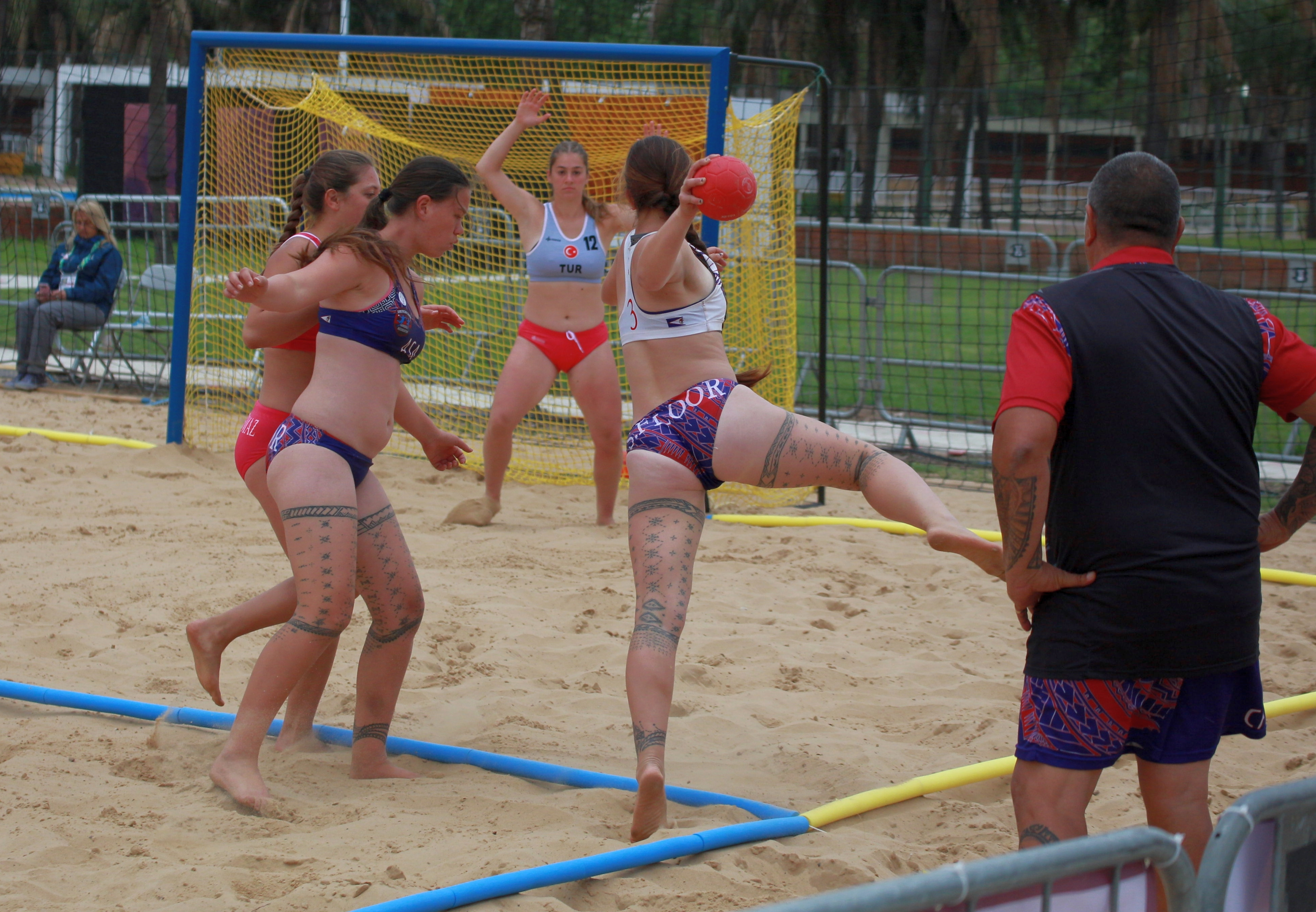
Danielle Floor (links) blockt beim Spiel gegen die Türkei in der Platzierungsrunde bei den Olympischen Jugendspielen 2018 ihrer Schwester (Mitte) den Weg frei; rechts der Vater und Trainer Carl Sagapolutele Floor

Floor gehörte zum Kader ihres Verbandes, der bei den U-17-Ozeanienmeisterschaften im Beachhandball gegen das favorisierte australische Team den Titel gewann und sich damit für die Olympischen Jugend-Sommerspiele 2018 qualifizierte. Dabei wurde ihre Leistung in der Defensive ausdrücklich positiv hervorgehoben; auch aufgrund dieser Leistung konnte ihre Schwester zur erfolgreichsten und besten Spielerin des Turniers werden. Auch in Buenos Aires gehörte Floor zum Kader, der den elften Platz belegte.
Im Jahr darauf gehörte Floor zur A-Nationalmannschaft Amerikanisch-Samoas. Bei den kontinentalen Meisterschaften Ozeaniens 2019 und den parallel ausgetragenen Australischen Meisterschaften, bei denen die Mannschaft aus Amerikanisch-Samoa als Vereinsmannschaft antrat, gewann das Team in beiden Wettbewerben die Silbermedaillen. Im Rahmen der kontinentalen Meisterschaften musste sich die Mannschaft von AmerikanischSamoa einzig Australien geschlagen geben und gewann nicht nur gegen die Vertretung der Cookinseln, sondern auch die Mannschaft Neuseelands. Bei den Hallenhandball-U19-Meisterschaften Ozeaniens 2019 in Païta, Neukaledonien trat Floor mit der Mannschaft Amerikanisch-Samoas erstmals bei einem Turnier im Hallenhandball an. Zur Vorbereitung trainierten die Zwillinge neben dem Ringen auch beim Gannon University Handball Club mit. Nach einem 23-10-Auftaktsieg über Papua-Neuguinea folgte ein 27-16-Sieg über Fidschi. Das dritte Spiel gegen Neuseeland wurde knapp mit 21-24 verloren. Gegen den Gastgeber und späteren Sieger Neukaledonien gab es eine herbe 13-33-Niederlage, das letzte Spiel gegen Australien wurde auch deutlich mit 23-34 verloren. Die Niederlage im letzten Spiel brachte Neuseeland mit gleicher Punktzahl auf den Bronzerang, während das Team aus Amerikanisch-Samoa Vierte wurde.

## Einzelbelege
1. ↑  Ringerkader der Gannon University
2. ↑  AMERICAN SAMOA’S CJ FLOOR QUALIFIES FOR SUMMER OLYMPICS IN LONDON. 17. März 2012, abgerufen am 3. Mai 2020 (englisch).
3. ↑  Petition
4. ↑  Floor's Olympic dreams take beating. 20. Juni 2012, abgerufen am 3. Mai 2020 (englisch).
5. ↑  Twin sisters from Am Samoa named to 2019 NWCA NCAA Individual Scholar All-Americans. 14. Juni 2019, abgerufen am 3. Mai 2020 (englisch).
6. ↑  U17 Beach Handball Boys claim gold and Girls sliver at Oceania Champs (Memento vom 3. März 2019 im Internet Archive) (englisch)
7. ↑  Our beach handball team to Argentina 2018. Abgerufen am 3. Mai 2020 (amerikanisches Englisch).
8. ↑  Female Athlete of 2017. 7. April 2018, abgerufen am 3. Mai 2020 (englisch).
9. ↑  Detaillierte Statistik der Olympischen Jugendspiele (Memento vom 15. Oktober 2018 im Internet Archive) (englisch)
10. ↑  Beach Handball - Oceania Qualifiers & Aust Champs - 2019. Abgerufen am 3. Mai 2020.
11. ↑  Hosts start strong at IHF Trophy – Oceania | IHF. Abgerufen am 3. Mai 2020 (englisch).
12. ↑  New Caledonia win IHF Trophy – Oceania titles | IHF. Abgerufen am 3. Mai 2020 (englisch).
13. ↑  AS U-19 Women’s Handball Team places 4th at New Caledonia. 19. August 2019, abgerufen am 3. Mai 2020 (englisch).

| Personendaten    | Personendaten                                                                |
| ---------------- | ---------------------------------------------------------------------------- |
| NAME             | Floor, Danielle                                                              |
| ALTERNATIVNAMEN  | Floor, Danielle Patricia (vollständiger Name)                                |
| KURZBESCHREIBUNG | amerikanisch-samoanische Handball- und Beachhandballspielerin sowie Ringerin |
| GEBURTSDATUM     | 9. Februar 2000                                                              |
| GEBURTSORT       | Westbrookville                                                               |